# جو جونسون (لاعب كرة قدم أمريكية أمريكي)
جو جونسون (بالإنجليزية: Joe Johnson)‏ هو لاعب كرة قدم أمريكية أمريكي، ولد في 11 يوليو 1972 في كليفلاند في الولايات المتحدة.

## وصلات خارجية
- جو جونسون على موقع مرجع كرة القدم المحترفة.كوم (الإنجليزية)